# Tumaseu
Tumaseu – miejscowość w Tuvalu, położona na wyspie Vaitupu.
Osada ma powierzchnię 0,04 km². W 2001 roku zamieszkiwało ją 279 osób, a w 2012 roku – 248.